# Фондако-дей-Тедескі
Фондако-дей-Тедескі (італ. Fondaco dei Tedeschi, букв. «склад німців») — палаццо у Венеції, розташоване на Гранд-каналі, біля мосту Ріальто. Колишнє німецьке подвір'я.
Аналогічно Фондако дей Туркі (італ. Fondaco dei Turchi, букв. «склад турків»), в XVI столітті був будівлею для житла, складування і торгівлі для німецьких купців.
Палац створювався за проєктом Джироламо Тедеско. Палац має великий внутрішній двір. Раніше на фасаді палацу були фрески Джорджоне і Тіціана.
В даний час в будівлі розміщуються міська пошта і телеграф.